# Choneiulus lacinifer
Choneiulus lacinifer är en mångfotingart som beskrevs av Pius Strasser 1980. Choneiulus lacinifer ingår i släktet Choneiulus och familjen pärlbandsfotingar. Inga underarter finns listade i Catalogue of Life.